# Воскресенка (Мокроусовський округ)
Воскресе́нка (рос. Воскресенка) — присілок у складі Мокроусовського округу Курганської області, Росія.
Населення — 28 осіб (2010, 89 у 2002).
Національний склад станом на 2002 рік:
- росіяни — 97 %